# Scommessa con la morte
Scommessa con la morte (The Dead Pool) è un film del 1988 diretto da Buddy Van Horn, quinto e ultimo episodio della serie dedicata all'ispettore Harry Callaghan.

## Trama
L'ispettore Harry Callaghan, sfuggito a una serie di attentati commissionati da un delinquente da lui incarcerato tempo prima, deve vedersela anche con un misterioso killer psicopatico che semina il terrore in città uccidendo alcuni personaggi famosi, inclusi in una lista di uno strano gioco definito "Bingo con il morto".
In questo lugubre gioco vince chi, entro un certo limite di tempo, nella propria lista predefinita annovererà il maggior numero di morti. L'autore è un noto regista di film dell'orrore, Peter Swan, che aveva ideato il gioco allo scopo di scommetterci sopra con la sua troupe, e nella lista appare anche il nome di Callaghan, che ovviamente non gradisce. La prima vittima è Johnny Squares, un cantante rock tossicodipendente che stava lavorando proprio con Swan, poi una critica cinematografica uccisa a pugnalate, quindi un noto show-man fatto saltare in aria con la sua auto. Gli indizi ricondurrebbero proprio a Swan come l'esecutore degli efferati omicidi, anche perché a volte eseguiti in modo spettacolare. Callaghan, però, dopo un'accurata indagine, coadiuvato anche da una giornalista televisiva da lui inizialmente respinta per essere stata un po' troppo invadente, giungerà non senza rischi personali a smascherare ed eliminare il vero colpevole: un fan di Peter Swan e dei suoi film, affetto da schizofrenia, in cura in un ospedale in passato per avere a lungo tormentato il regista.

## Cameo
Nella scena del funerale, tra i partecipanti alla funzione c'erano come comparse i componenti dei Guns N' Roses, Axl Rose, Slash e gli altri membri del gruppo, la cui canzone "Welcome to the jungle" compare ripetutamente nel film.